# Dioh Williams
Dioh Williams er en liberiansk professionel fodboldspiller. Han er angriber og måler 186 cm. Dioh Williams spiller for Gefle IF i Sverige. Han spillede før det for BK Häcken, hvorfra han i 2007 var kommet til AGF på en 4 årig kontrakt for omkring 6,5 mio. dkr. Dette gjorde ham til det dyreste indkøb i AGF's historie. Dog havde AGF ikke selv lagt pengene ud, idet Williams var købt i et playersponsorat, hvor AGF ejede 50 procent, Bricks A/S 25 procent og investorgruppen ejer de sidste 25 procent.
Stig Tøfting har tidligere spillet med liberianeren og udtaler følgende om ham:
"Dioh er en af mine rigtig gode venner, som jeg naturligvis gerne vil hjælpe, og som du ved, har jeg jo heller ikke ligefrem noget imod AGF. Dioh er rigtig god. Jeg mener, at han har potentiale til at blive et af de bedste køb i dansk fodbold. Umiddelbart er han spinkel at se på, men han er faktisk meget fysisk stærk, samtidig med at han er hurtig og har et godt spark. Men det mest fantastiske er hans driblinger. Han kan lave nogle ting, som man ser meget sjældent i dansk fodbold. En "Henry-type" – dog uden helt at nå hans niveau – endnu"[kilde mangler]